# Gimnur petit
El gimnur petit (Hylomys suillus) és un petit eulipotifle que viu al sud-est d'Àsia. Aquest gimnur, que sembla un ratolí gros, mesura entre 10 i 15 cm i s'alimenta d'insectes, cucs i altres petits animals.